# Capitalismo, socialismo y democracia
Capitalismo, socialismo y democracia es un libro sobre economía, sociología e historia de Joseph Schumpeter, posiblemente su obra más famosa, controvertida e importante. También es uno de los libros más famosos, controvertidos e importantes sobre teoría social, ciencias sociales y economía, en el que Schumpeter trata sobre el capitalismo, el socialismo y la destrucción creativa. Es el tercer libro más citado en las ciencias sociales publicado antes de 1950, detrás de El capital de Marx y La riqueza de las naciones de Adam Smith.
El libro también introdujo el término "destrucción creativa" para describir la entrada innovadora de los empresarios como la fuerza que sustenta el crecimiento económico a largo plazo, incluso cuando destruye el valor de las empresas establecidas que han disfrutado de cierto grado de poder de monopolio. Debido a las importantes barreras de entrada de las que disfrutan los monopolios, los nuevos participantes deben ser radicalmente diferentes: garantizar que se logre una mejora fundamental, no una mera diferencia de empaque. La amenaza de entrada al mercado mantiene a los monopolistas y oligopolistas disciplinados y competitivos, asegurando que inviertan sus ganancias en nuevos productos e ideas. Schumpeter creía que es esta cualidad innovadora la que hace del capitalismo el mejor sistema económico.